# Moi’s Bridge
Moi's Bridge – miasto w Kenii, w hrabstwie Uasin Gishu. Liczy 16,4 tys. mieszkańców. 